# Meristacrum milkoi
Meristacrum milkoi är en svampart som först beskrevs av Dudka & Koval, och fick sitt nu gällande namn av Humber 1981. Meristacrum milkoi ingår i släktet Meristacrum och familjen Meristacraceae.   Inga underarter finns listade i Catalogue of Life.